# Człowiek ze złotym pistoletem (powieść)
Człowiek ze złotym pistoletem – powieść Iana Fleminga o przygodach agenta 007 – Jamesa Bonda. Została napisana w 1965 roku i jest dwunastą z kolei powieścią z cyklu. Książka powstała po śmierci autora (napisał ją inny pisarz na podstawie notatek Fleminga), ale za autora powieści uważa się Fleminga. Doczekała się ekranizacji, pod tym samym tytułem.

## Wydania polskie
- 1992, wyd. Agencja Wydawniczo-Reklamowa TPH, przekł. Jarosław Kotarski
- 2008, wyd. PW Rzeczpospolita, przekł. Jarosław Kotarski